# Amyema hastifolia
Amyema hastifolia là một loài thực vật có hoa trong họ Loranthaceae. Loài này được (Ridl.) Danser mô tả khoa học đầu tiên năm 1931.